# Ширяева (Иркутская область)
Ширя́ева — деревня в Иркутском районе Иркутской области России. Административный центр Ширяевского муниципального образования.

## География
Деревня находится на расстоянии 22 км к северу от города Иркутск, административного центра района и области.

## Население
| 2002 | 2010 | 2011 | 2012 |
| ---- | ---- | ---- | ---- |
| 743  | ↗933 | ↗939 | ↗999 |

### Половой состав
По данным Всероссийской переписи, в 2010 году в деревне проживали 933 человека (471 мужчина и 462 женщины).

## Улицы
| - ул. 2 Августа, - пер. 2 Августа, - ул. Болотная, - ул. Вампилова, - ул. Гаражный, - ул. Горная, - пер. Горный, - ул. Городская, - ул. Государева, | - пер. Запрудный, - ул. Зелёная, - ул. Комсомольская, - пер. Комсомольский, - ул. Ленина, - ул. Лесная, - ул. Лесхозная, - ул. Малых, - ул. Надежды, | - ул. Новая, - ул. Петрова, - ул. Распутина, - ул. Садовая, - ул. Солнечная, - ул. Специалистов, - пер. Специалистов, - ул. Широкая, - ул. Школьная. |